# Byzantina
Byzantina – greckie czasopismo bizantynologiczne o charakterze międzynarodowym. Ukazuje się od 1969 roku w Salonikach. Wydawcą jest Centrum Badań Bizantynologicznych Uniwersytetu im. Arystotelesa w Salonikach. 